# Edmond Privat
Pour les articles homonymes, voir Privat.
Edmond Privat, né le 17 août 1889 à Genève et mort le 28 août 1962 à Rolle dans le canton de Vaud, est un journaliste, écrivain, professeur et pacifiste suisse, qui a vécu et enseigné à Neuchâtel.

## Biographie

### Jeunesse

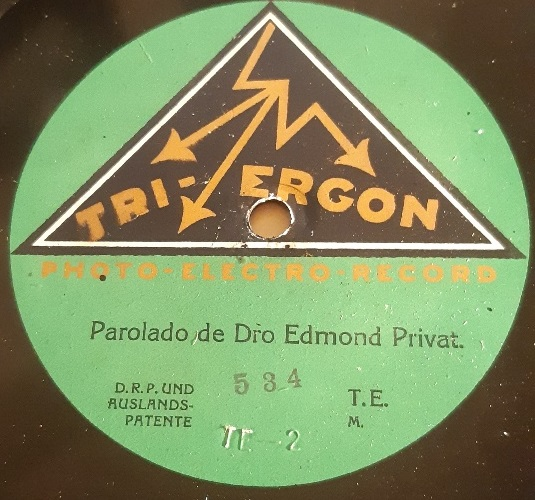
Disque enregistré au 19e congrès d’espéranto à Danzig en 1927 : discours d’Edmond Privat.

Edmond Privat nait le 17 août 1889 à Genève, de Jean-Émile Privat et Melicent Joséphine Privat, née Lüscher. Ses parents possèdent une école, fondée par Egiste Privat, arrière-grand-père d’Edmond Privat. En 1903, alors âgé de 13 ans et encore à l’école, il coédite la revue Juna Esperantisto (eo) avec son camarade de classe Hector Hodler.
Après avoir passé son baccalauréat en 1907, il entreprend une tournée de conférences sur l’espéranto et la littérature française aux États-Unis. Il poursuit ensuite ses études à Cambridge et à la Sorbonne, où il obtient une licence ès lettres en 1911. Établi à Paris pendant la Première Guerre mondiale, il collabore au quotidien parisien Le Temps et est envoyé par ce journal en Autriche-Hongrie et en Pologne. Dans ses articles, il défend les principes de la souveraineté nationale. C’est à cette époque qu’il se lie d’amitié avec Romain Rolland. En 1918, il soutient sa thèse de doctorat ès lettres traitant de la question polonaise. 
Dès le début des années trente, Edmond Privat se consacre à l’Inde. Il organise l’accueil de Gandhi en Suisse et effectue en outre des voyages en Inde et en Angleterre pour y plaider la cause indienne ; il assume d’autre part la présidence du Comité pour l’indépendance de l’Inde. Pendant la Seconde Guerre mondiale, Edmond Privat et sa femme se consacrent à l’aide aux réfugiés, au Tessin. 
Il adhère en 1936 à la Société religieuse des Amis (quakers).
En 1945, il est nommé professeur de langue et de littérature anglo-saxonnes à l’université de Neuchâtel. Il prend sa retraite en 1959. Tout au long de sa vie, il collabore avec de nombreux journaux, dont L'Essor et La Sentinelle, en tant que chroniqueur de politique internationale. Edmond Privat était à la fois un pionnier très actif de l’espéranto, un pacifiste convaincu et un ardent défenseur des droits de l’homme et de l’indépendance des peuples. Il fut rédacteur en chef de la revue Esperanto durant l'entre-deux-guerres. On lui doit des poèmes en espéranto.

## Ouvrages
Sélection parmi de nombreux ouvrages.

### En français
- Edmond Privat, La Pologne sous la rafale, Paris , Payot, 1915, 71 p.
- Edmond Privat, L'Europe et l'odyssée de la Pologne au XIXe siècle, Lausanne, Paris , G. Bridel et Cie ; Librairie Fischbacher, 1918, 352 p.
- Edmond Privat, Espéranto langue auxiliaire internationale : manuel pratique avec grammaire complète, exercices de conversation et double vocabulaire, Genève, Atar, ca1920 [2e éd.], 113 p.Plusieurs rééditions.
- Edmond Privat, Zamenhof et l'unité humaine, Paris , Librairie centrale espérantiste, 1922, 28 p.
- Edmond Privat, Le choc des patriotismes : les sentiments collectifs et la morale entre nations, Paris, F. Alcan, coll. « Bibliothèque de philosophie contemporaine », 1931, 179 p.Stock brûlé par les autorités nazies à Paris en 1941 (mention dans Sagesse de l'Orient).
- Edmond Privat, Aux Indes avec Gandhi, Paris ; Neuchâtel, La Concorde ; V. Attinger, coll. « Orient », 1934 (2ème éd.), 279 p.Nouvelle édition revue et augmentée 1948 (Lausanne, La Concorde) ; 1959 (Paris, Denoël).
- Edmond Privat, Le chancelier décapité : saint Thomas More, Henri VIII et la république des utopiens, Neuchâtel, V. Attinger, [1935], 146 p.
- Edmond Privat, Sagesse de l'Orient : au delà des religions, Paris, Rieder, 1936, 130 p.Rééditions 1947 (Neuchâtel, V. Attinger) ; 1950s? (Bruxelles, Office de publicité S.C.).
- Edmond Privat (trad. de l'anglais), L’âme anglaise : des pirates aux prophètes [« English traits »], Lausanne, Aujourd'hui, 1937, 168 p.Rééditions sous le titre « Les Anglais », 1938 (Paris, Rieder) ; 1953 (Paris?). Stock brûlé par les autorités nazies à Paris en 1941 (mention dans Sagesse de l'Orient).
- Edmond Privat, Les Américains : des colons aux penseurs, Paris, Rieder, 1939, 168 p.
- Edmond Privat, Trois expériences fédéralistes : États-Unis d'Amérique, Confédération suisse, Société des Nations, Neuchâtel, La Baconnière, 1942, 109 p.
- Edmond Privat, La lanterne et l'épée : vingt siècles à Genève, Genève, Labor, 1942 (2e éd.), 168 p.Nouvelle édition 1963 (Bâle, impr. de l'USC).
- Edmond Privat, Vision d'une jeune femme, Genève, Reflets, 1948, 100 p.Réédition 1976 (La Croix sur Lutry, Plaisir de lire).
- Edmond Privat, Vie de Gandhi, Genève, Labor et Fides, coll. « Nobles vies, grands exemples », 1949 (2e éd.), 222 p.Rééditions 1958 (Paris, Denoël) ; 1958 (Paris, Denoël).

### En anglais
- (en) Edmond Privat (trad. de l'espéranto), Life of Zamenhof [« Vivo de Zamenhof »], Londres, Allen & Unwin, 1931, 123 p.3ème édition 1963 (Oakville, Esperanto press).
- (en) Edmond Privat, The English : from pirates to prophets, Londres, Allen & Unwin, 1939, 142 p.
- (en) Edmond Privat, The clash of loyalties : a lecture delivered to the annual meeting of the Society of Friends, Edinburgh, 1948, London, Allen & Unwin, 1949, 96 p.

### En espéranto
- (eo) Edmond Privat, Karlo : Facila Legolibro por la Lernado de Esperanto, Universala Esperantia Librejo, 1912 (4e éd.), 35 p. (lire en ligne) – « Livre de lecture facile pour apprendre l'espéranto »
- (eo) Edmond Privat, Vivo de Zamenhof, Leipzig, F. Hirt, 1923, 109 p.
- (eo) Edmond Privat, Aventuroj de pioniro, La Laguna, J. Régulo, coll. « Stafeto beletraj kajeroj », 1963, 143 p.